# Dmitrij Vlagyimirovics Szkopincev
Dmitrij Vlagyimirovics Szkopincev (oroszul: Дми́трий Влади́мирович Ско́пинцев; Voronyezs, 1997. március 2.) orosz korosztályos válogatott labdarúgó, az orosz Gyinamo Moszkva játékosa.

## Pályafutása
2015 júliusában megvásárolta őt a Zenyit csapatától a német RB Leipzig csapata. Négy évre írt alá, de alig telt el egy hónap és kölcsönbe került a testvér csapat Red Bull Salzburg akadémiájára, ahol a tartalék csapatban az FC Liefering csapatánál szerepelt. Október 23-án debütált az SC Wiener Neustadt ellen. 2016 nyarán az orosz FK Rosztov csapatához igazolt, majd 2017 januárjában a Baltika Kalinyingrádhoz került kölcsönbe. 2019. február 20-án négy és fél évre aláírt a Krasznodar együtteséhez. 2020. január 7-én klubot váltott és a szintén orosz Gyinamo Moszkva labdarúgója lett. 2022. augusztus 8-án 2027-ig meghosszabbította szerződését a klubbal.
2023. szeptember 12-én debütált a katari válogatott elleni barátságos mérkőzésen a felnőtt válogatottban.

## Statisztika
2020. január 7. szerint.
| Klub                 | Szezon             | Bajnokság | Bajnokság | Kupa  | Kupa  | Európa | Európa | Összesen | Összesen |
| Klub                 | Szezon             | Mérk.     | Gólok     | Mérk. | Gólok | Mérk.  | Gólok  | Mérk.    | Gólok    |
| -------------------- | ------------------ | --------- | --------- | ----- | ----- | ------ | ------ | -------- | -------- |
| RB Leipzig           | 2015–16            | 0         | 0         | 0     | 0     | —      | —      | 0        | 0        |
| RB Leipzig           | Összesen           | 0         | 0         | 0     | 0     | 0      | 0      | 0        | 0        |
| FC Liefering         | 2015–16            | 13        | 0         | 0     | 0     | —      | —      | 13       | 0        |
| FC Liefering         | Összesen           | 13        | 0         | 0     | 0     | 0      | 0      | 13       | 0        |
| FK Rosztov           | 2016–17            | 1         | 0         | 1     | 0     | —      | —      | 2        | 0        |
| FK Rosztov           | 2017–18            | 10        | 0         | 0     | 0     | —      | —      | 10       | 0        |
| FK Rosztov           | 2018–19            | 15        | 0         | 2     | 1     | —      | —      | 17       | 1        |
| FK Rosztov           | Összesen           | 26        | 0         | 3     | 1     | 0      | 0      | 29       | 1        |
| Baltika Kalinyingrád | 2016–17            | 12        | 1         | 0     | 0     | —      | —      | 12       | 1        |
| Baltika Kalinyingrád | 2017–18            | 24        | 10        | 1     | 0     | —      | —      | 25       | 10       |
| Baltika Kalinyingrád | Összesen           | 36        | 11        | 1     | 0     | 0      | 0      | 37       | 11       |
| Krasznodar           | 2018–19            | 9         | 1         | 0     | 0     | —      | —      | 9        | 1        |
| Krasznodar           | 2019–20            | 5         | 1         | 1     | 0     | 2      | 0      | 8        | 1        |
| Krasznodar           | Összesen           | 14        | 2         | 1     | 0     | 2      | 0      | 17       | 2        |
| Gyinamo Moszkva      | 2019–20            | 0         | 0         | 0     | 0     | —      | —      | 0        | 0        |
| Gyinamo Moszkva      | Összesen           | 0         | 0         | 0     | 0     | 0      | 0      | 0        | 0        |
| Karrierje összesen   | Karrierje összesen | 89        | 13        | 5     | 1     | 2      | 0      | 96       | 14       |

## Külső hivatkozások
- Dmitrij Szkopincev adatlapja a Transfermarkt oldalon (angolul)
- Dmitrij Szkopincev adatlapja a Bundesliga oldalon (németül)